# Czesław Mierzejewski (1896–1963)
Czesław Mierzejewski (ur. 22 grudnia 1896 w Radomiu, zm. 27 grudnia 1963 w Londynie) – podpułkownik piechoty Wojska Polskiego, lekkoatleta specjalizujący się w skoku wzwyż, kawaler Orderu Virtuti Militari.

## Życiorys
Urodził się 22 grudnia 1896 w Radomiu, był synem Czesława i Ireny z Krzywoszewskich. Był uczniem Szkoły Handlowej w Radomiu i Szkoły Handlowej w Kielcach. Działał w harcerstwie i „Zarzewiu”, od 1912 w Związku Strzeleckim. W 1914 został wcielony do armii rosyjskiej, skąd zbiegł w 1915. 22 lipca 1915 wstąpił do 1 pułku piechoty I Brygady Legionów Polskich. Od 1917 występował w piłkarskiej drużynie legionowej. Od 10 lipca 1917 do 22 listopada 1917 był internowany w obozie w Szczypiornie, następnie działał w Polskiej Organizacji Wojskowej na terenie Krakowa. 
1 listopada 1918 został przyjęty do Wojska Polskiego, od stycznia 1919 służył w 6 pułku piechoty Legionów, walczył w wojnie polsko-ukraińskiej, następnie wojnie polsko-bolszewickiej. 1 kwietnia 1919 został awansowany na stopień podporucznika. Za bohaterstwo w walce, w tym w czasie walk o Dyneburg latem 1919, został w 1921 odznaczony Krzyżem Srebrnym Orderu Virtuti Militari. 11 czerwca 1920 został ranny w bitwie pod Borodzianką, 12 października 1920 powrócił na front, służył w macierzystym pułku na polsko-sowieckiej linii demarkacyjnej.
Po zakończeniu działań wojennych został awansowany na stopień porucznika piechoty ze starszeństwem z dniem 1 września 1920. Był oficerem 6 pułku piechoty Legionów w Wilnie. W latach 1920–1925 zainicjował tamże prowadzenie wychowania fizycznego i został kierownikiem tego działu. Został awansowany na stopień kapitana piechoty ze starszeństwem z dniem 1 lipca 1925. 
Uprawiał wówczas piłkę nożną i lekką atletykę (bieg na 110 m ppł i skok wzwyż). M.in. w barwach Strzelca Wilno wystąpił w 6 spotkaniach finałów mistrzostw Polski w piłce nożnej w 1922, w barwach Laudy Wilno w 5 spotkaniach finałów mistrzostw Polski w 1923. Był także graczem WKS 6 Pułku Piechoty Legionów (1925) i Wilji Wilno (1925–1926). Jego najlepszy wynik w skoku wzwyż w 1925 wynosił 1,68, w 1926 - 1,72, najlepszy wyniku w biegu na 110 m ppł w 1926 - 17,2.
Jako oficer wileńskiego pułku został przydzielony do Centralnej Szkoły Wojskowej Gimnastyki i Sportów w Poznaniu, w którym ukończył roczny Oficerski Kurs Wychowania Fizycznego 1925/1926. Po ukończeniu kursu w 1926 pozostał w Szkole do 1929 jako wykładowca regulaminu wychowania fizycznego, przepisów sportowych, teorii sportu oraz instruktor m.in. gimnastyki, gier, lekkoatletyki, narciarstwa i innych, a także był dowódcą kompanii podoficerskiej. Ponadto prowadził kursy Przysposobienia Wojskowego dla młodzieży oraz ćwiczenia w Studium Wychowania Fizycznego na Uniwersytecie Poznańskim. 
W latach 1927–1929 występował jako lekkoatleta w barwach AZS Warszawa. W 1927 i 1928 został mistrzem Polski w skoku wzwyż, natomiast w biegu na 110 m ppł zajmował w 1927 i 1928 4. miejsce. W 1927 dwukrotnie wystąpił w meczach międzypaństwowych, starując w skoku wzwyż. W rozgrywanym w dniach 29–30 maja 1927 w Warszawie spotkaniu Polska-Łotwa-Estonia zajął 2. miejsce, z wynikiem 1,65. W spotkaniu z Jugosławią (30–31 lipca 1927 w Zagrzebiu) zajął 4. miejsce, z wynikiem 1,70. Na mistrzostwa armii w 1928 zdobył złoty medal w skoku wzwyż i srebrny medal w biegu na 110 m przez płotki). Rekord życiowy w skoku wzwyż uzyskał 22 maja 1927 wynikiem 1,75, rekord życiowy w biegu na 110 m ppł - 2 września 1928 wynikiem 17,0. Został wyznaczony przez Polski Komitet Olimpijski na Kurs Przedolimpijski Lekkiej Atletyki 1927. Był w delegacji na Letnie Igrzyska Olimpijskie 1928 w Amsterdamie.  
Z Poznania przeszedł do służby w utworzonym w 1929 Centralnym Instytucie Wychowania Fizycznego w Warszawie. Od 1929 do 1931 był kwatermistrzem CIWF. W latach 1930–1933 był członkiem zarządu Polskiego Związku Lekkiej Atletyki.
W lipcu 1933 powrócił do służby w 6 pułku piechoty, z dniem 1 stycznia 1934 został awansowany do stopnia majora. W 1939 został przydzielony do Korpusu Ochrony Pogranicza. Od sierpnia 1938 do czasu mobilizacji w 1939 oraz ponownie po wybuchu II wojny światowej w trakcie kampanii wrześniowej pełnił stanowisko dowódcy batalionu KOP „Niemenczyn”. 20 września przedostał się ze swoimi żołnierzami na Litwę, gdzie uniknął internowania. Następnie przez Szwecję przedostał się do Wielkiej Brytanii. Od 1942 służył w 2 Oficerskim Batalionie Szkolnym Brygady Szkolnej I Korpusu Polskiego. Od 5 marca 1943 był oficerem łącznikowym 1 Samodzielnej Brygady Strzelców, od sierpnia 1943 w Centrum Wyszkolenia Piechoty. 1 marca 1944 został awansowany do stopnia podpułkownika. Od 1946 służył w Polskim Korpusie Przysposobienia i Rozmieszczenia, po jego rozwiązaniu pozostał na emigracji w Wielkiej Brytanii. 
Zmarł 27 grudnia 1963 w Londynie.

## Ordery i odznaczenia

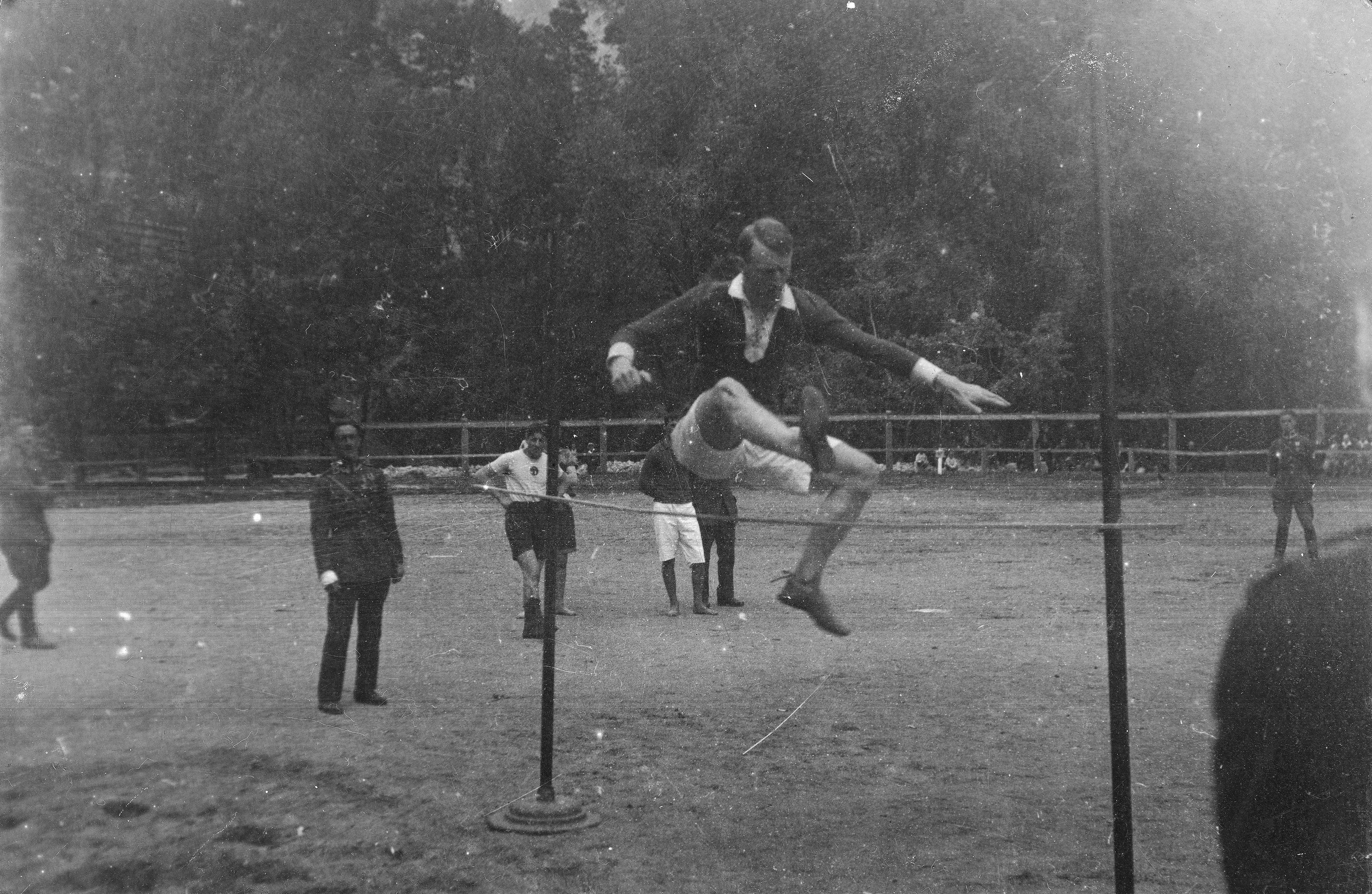
Czesław Mierzejewski na międzynarodowych zawodach lekkoatletycznych w Wilnie w 1929 roku

- Krzyż Srebrny Orderu Wojskowego Virtuti Militari nr 4838 (1921)[2][28]
- Krzyż Niepodległości (24 października 1931)[29]
- Krzyż Walecznych (czterokrotnie, przed 1924)
- Złoty Krzyż Zasługi (25 maja 1939)[30][2]
- Srebrny Krzyż Zasługi (19 marca 1931)[31]
- Medal Pamiątkowy za Wojnę 1918–1921
- Medal Dziesięciolecia Odzyskanej Niepodległości[2]
- Medal 10 Rocznicy Wojny Niepodległościowej (Łotwa)[32]
- Medal Zwycięstwa (Médaille Interalliée)[2]

## Publikacje
- Zabawy i gry ruchowe dla dzieci i młodzieży (1928, współautor: kpt. Zdzisław Szydłowski)[33]
- Walka wręcz (1929, w: Gimnastyka autorstwa Waleriana Sikorskiego, współautor rozdziału: por. Baran)[33]
- artykuły dotyczącego np. opisu gier i programów gimnastycznych jako zaprawy zimowej do treningu lekkoatletyki, opublikowane w czasopismach „Żołnierz Wielkopolski”, „Junak”[34]
- Zasady nauczania lekkiej atletyki (1931, współautor Józef Baran)
- Zaprawa lekkoatletyczna (1934)